# Kubakaddi, Basavana Bagevadi
Kubakaddi là một làng thuộc tehsil Basavana Bagevadi, huyện Bijapur, bang Karnataka, Ấn Độ.